# Efeb

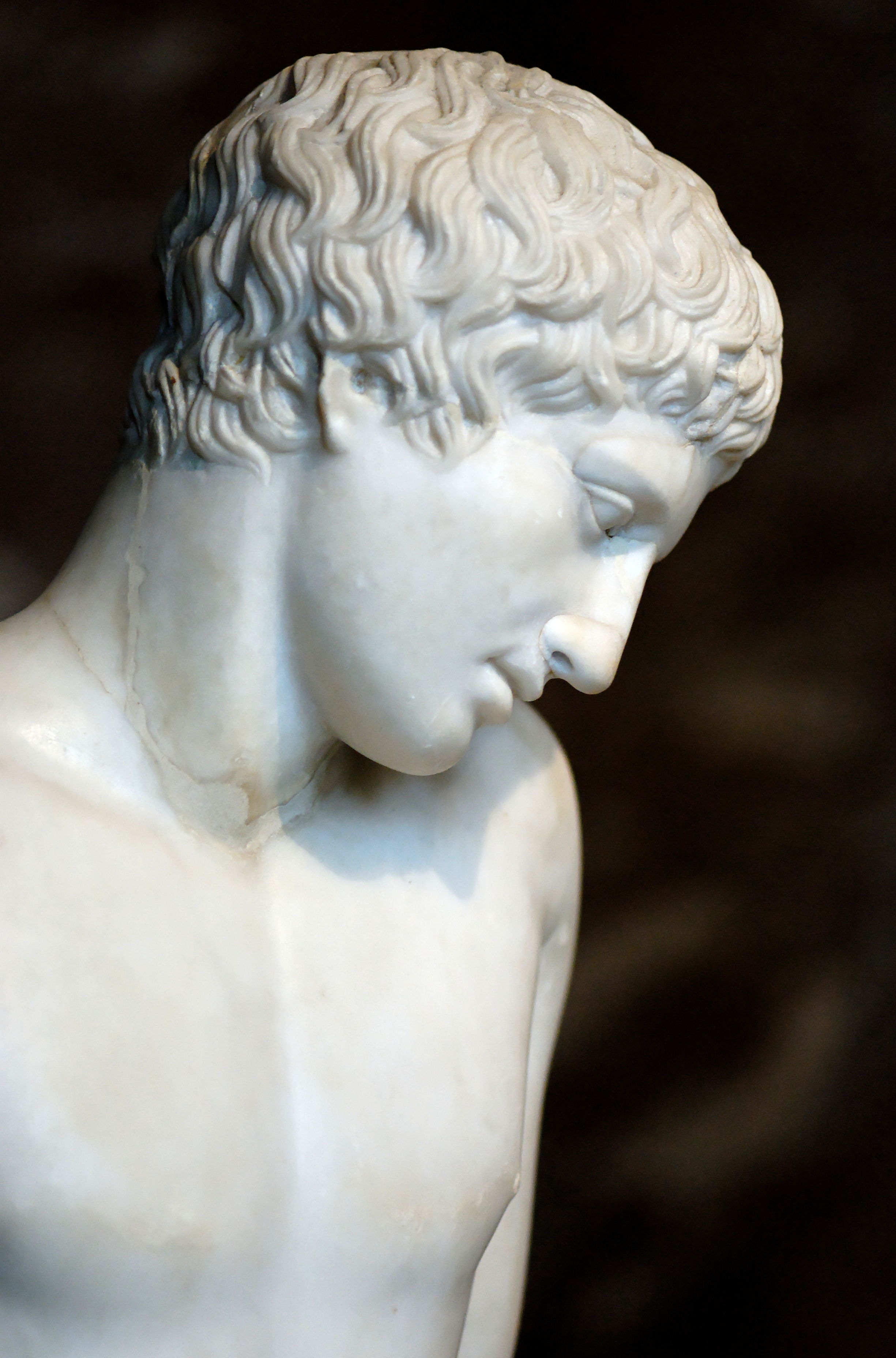
Posąg efeba ze zbiorów Luwru

Efeb (gr. ἔφηβος ephebos l. mn. έφηβοι epheboi, od ἥβη hếbê 'młodość') – w starożytnej Grecji młodzieniec w wieku 18–20 lat poddawany efebii, czyli obowiązkowemu szkoleniu wojskowemu poprzedzającemu uzyskanie pełnego obywatelstwa. Potocznie urodziwy młodzieniec.